# William Exshaw
William Edgar Exshaw (Arcachon, 15 februari 1866 - Valencia, 16 maart 1927) was een Brits zeilser.
Exshaw won samen met de Fransen Frédéric Blanchy en Jacques Le Lavasseur beiden wedstrijden in de 2-3 ton klasse.

## Resultaten

### Olympische Zomerspelen
| Jaar | Plaats | Resultaten                                |
| ---- | ------ | ----------------------------------------- |
| 1900 | Parijs | 2-3 ton wedstrijd 1 · 2-3 ton wedstrijd 2 |